# Первородство (Библия)
Первородство — особый ветхозаветный сюжет: первородный (старший) сын между евреями пользовался особенными правами и преимуществами перед своими братьями (Быт. 25:31). «Ты крепость моя и начаток силы моей, верх достоинства и верх могущества» (Быт. 49:3), говорил Иаков своему первородному сыну, Рувиму. Между этими преимуществами были следующие:
- посвящение Господу (Исх. 22:29);
- особенное достоинство (Быт. 49:3);
- двойная часть из имущества отца (Втор. 21:17);
- (в царском семействе) наследие престола по смерти отца (2Пар. 21:3).

Старший сын во время отсутствия отца считался в доме его представителем.
Всякое лицо, пользовавшееся правами первородства, считалось облечённым особенно великим достоинством и преимуществами, как сказано выше. Потому-то Сын Божий называется первородным между многими братьями (Рим. 8:29) и наследником всего (Евр. 1:2). Ему принадлежит всемирное владычество и Небесная Церковь называется церковью первенцев (Евр. 12:23).
Посвящение Богу первенцев состояло в том, что первородного младенца мужского пола приносили в храм и здесь приносилась очистительная жертва матери, младенец же был представляем пред Господа (Исх. 13:2, 15). По сему закону и Богомладенец Иисус был принесён в Иерусалим, чтобы представить Его пред Господа и принести в жертву две горлицы или двух голубиных птенцов (Лук. 2:22, 24).

## Передача права первородства
Отцовское (отчее) благословение считалось в частном смысле также правом первородного, хотя право это и благословения оного могли быть перенесены на прочих братьев, как то видно из истории Исава и Иакова, Рувима и Иосифа. Исав сам отказался от первородства или продал его своему близнецу Иакову за хлеб и кушанье из чечевицы (Быт. 25:33).
Апостол Павел внушает верующим осторожность, чтобы кто не лишился благодати Божией, чтобы между верующими не было нечестивца, который бы как Исав — за одну снедь — отказался от своего первородства (Евр. 12:16).
Первородство же Рувима перешло к Иосифу вследствие его гнусного преступления (1Пар. 5:1). Впрочем, подобное перенесение прав первородства на других было отменено Моисеевым законом.